# Непоштовање суда
Непоштовање суда, које се често назива и само „непоштовањем“, је злочин непослушности или непоштовања према суду и његовим службеницима у облику понашања које се супротставља или пркоси ауторитету, правди и достојанству суда. Сличан став према законодавном телу назива се непоштовањем парламента или непоштовањем Конгреса. Глагол за "починити непоштовање" је презир (као у "презрети судски налог") и особа која је крива за ово је презирач.
Уопштено говорећи, постоје две категорије непоштовања суда: непоштовање правних власти у судници или намерно непоштовање судског налога. Поступак за непоштовање суда се посебно користи за спровођење правичних лекова, као што су судске забране. У неким јурисдикцијама, одбијање да се одговори на судски позив, да сведочи, да се испуне обавезе поротника или да се дају одређене информације може представљати непоштовање суда.
Када суд одлучи да нека радња представља непоштовање суда, може издати налог у контексту суђења или саслушања којим се проглашава неко лице или организација да није послушала или није поштовала ауторитет суда, што се назива „пронађена“ или „држана у презиру“. То је најјаче овлашћење судије да изриче санкције за дела која ремете нормалан судски процес.
Констатација да се ради о непоштовању суда може бити резултат непоштивања законите наредбе суда, непоштовања судије, ометања поступка лошим понашањем или објављивања материјала или неоткривања материјала, што се може сматрати као угрожавање правичног суђења. Судија може изрећи санкције као што су новчана казна, затвор или социјална помоћ за некога ко је проглашен кривим за непоштовање суда, што непоштовање суда чини процесним злочином. Судије у системима обичајног права обично имају већа овлашћења да прогласе некога о непоштовању суда него судије у системима грађанског права.

## У употреби данас
Непоштовање суда се у суштини посматра као облик ремећења који може ометати функционисање суда. Судија може изрећи новчану казну и/или затворску казну било којој особи која не поштује суд. Особа се обично пушта на слободу уз договор да испуни жеље суда. Грађанско непоштовање може укључивати радње пропуста. Судија ће користити упозорења у већини ситуација које могу довести до тога да особа буде оптужена за непоштовање суда ако се упозорења игноришу. Релативно је ретко да особа буде оптужена за непоштовање суда, а да претходно није добила бар једно упозорење од судије. Конструктивно непоштовање, такође названо последичним непоштовањем, је када особа не испуни вољу суда како се она примењује на спољне обавезе особе. У већини случајева, конструктивно непоштовање се сматра у домену грађанског непоштовања због његове пасивне природе.
Индиректно непоштовање је нешто што је повезано са грађанским и конструктивним непоштовањем и укључује непоштовање судских налога. Кривични непоштовање укључује све што би се могло сматрати узнемиравањем, као што је вишекратно говорење ван реда, изношење раније забрањених доказа или узнемиравање било које друге стране у судници, укључујући извршење напада на окривљеног у кривичном предмету. Било је случајева током суђења за убиство да су ожалошћени чланови породица жртава убиства напали оптужене у судницама пред очима судија, судских извршитеља и поротника, што је довело до тога да се наведени чланови породице оптуже за непоштовање суда. Директан непоштовање је неприхватљив чин у присуству судије (in facie curiae), и углавном почиње упозорењем; може бити праћена и непосредним изрицањем казне.